# Kurt Fluri

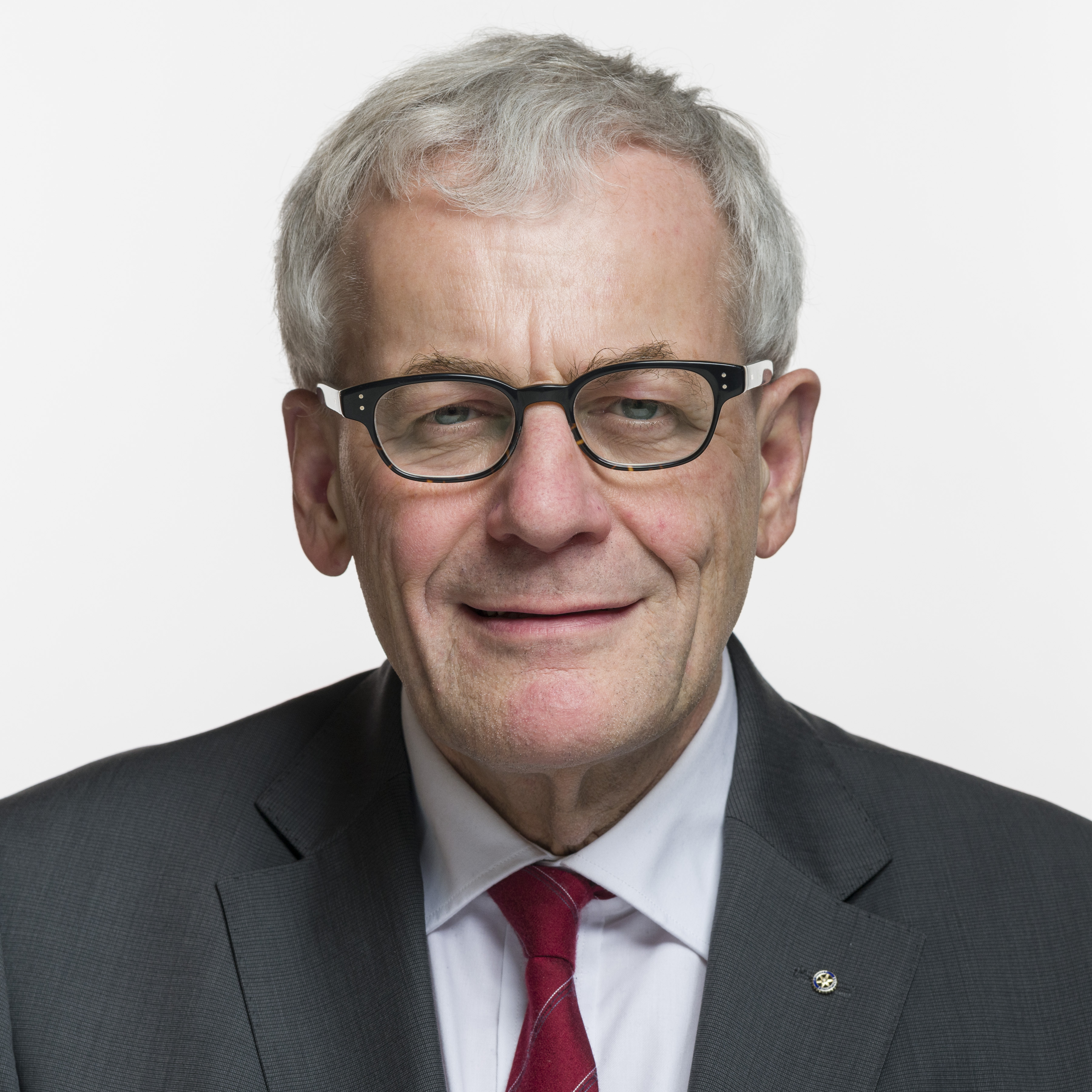
Kurt Fluri (2019)

Kurt Fluri (* 19. August 1955 in Solothurn; heimatberechtigt in Solothurn und Herbetswil) ist ein Schweizer Politiker (FDP). Er war von 1993 bis 2021 Stadtpräsident von Solothurn und von 2003 bis 2023 Nationalrat.

## Leben
Kurt Fluri studierte Rechtswissenschaften an den Universitäten von Bern und Basel. Er erwarb das solothurnische Anwalts- und Notariatspatent und war danach neun Jahre als Anwalt tätig. 1985 wurde er in den Gemeinderat (Exekutive) der Stadt Solothurn gewählt. 1993 übernahm er das Stadtpräsidium. 2021 trat er nicht mehr zur Wahl an, Nachfolgerin wurde Stefanie Ingold (SP).
Im Jahr 1989 schaffte er auch den Sprung in den Solothurner Kantonsrat. Dort wirkte er von 1999 bis 2003 als Vorsitzender der FDP-Fraktion.
Nach seiner Wahl in den Nationalrat bei den Wahlen 2003 gab er seinen Sitz im Kantonsrat auf. Im Nationalrat gehörte er von 2003 bis 2023 der Staatspolitischen Kommission an; 2017–2019 war er deren Präsident. Von 2003 bis 2011 war er Mitglied der Kommission für Rechtsfragen und von 2011 bis 2023 war er Mitglied der Kommission für Verkehr und Fernmeldewesen. Zudem war er Präsident der parlamentarischen Gruppen «Biodiversität und Artenschutz», «Hauptstadtregion Schweiz», «Kommunalpolitik», «Heimatschutz» und «Raumentwicklung» sowie Co-Präsident der Gruppen «Bildung, Forschung und Innovation» und «Kultur» und «Migration». Er ist Mitglied des Patronatskomitees von Aqua Viva  und seit 2011 Präsident der Stiftung Landschaftsschutz Schweiz (SL). 2011 kandidierte er erfolglos für den Ständerat. Bei den Nationalratswahlen 2023 trat er nicht mehr an.
In der Schweizer Armee ist Fluri Oberst, bis Ende 2009 war er Präsident des Militärgerichts 4.
Er ist verheiratet und Vater von drei Töchtern und zwei Söhnen.